# Mehrkomponentenreaktion
Eine Multi- oder Mehrkomponentenreaktion (englisch Multi Component Reaction, MCR) ist eine chemische Syntheseoperation, bei der gleichzeitig drei oder mehr Reaktionspartner im Reaktionsgefäß aufeinandertreffen, um ein Produkt zu bilden. Die Atomökonomie von MCR ist oft sehr gut, deshalb werden derartige Synthesen häufig der Grünen Chemie zugerechnet.

## Ablauf
Den Regeln der chemischen Kinetik zufolge sollte dies ein sehr unwahrscheinlicher und damit langsamer Prozess sein. Aus noch nicht in allen Fällen geklärten Gründen laufen diese Reaktionen dennoch schnell und effizient ab. Die Reaktionsmechanismen bestehen wahrscheinlich aus diversen ineinandergreifenden reversiblen Zweikomponentenreaktionen mit einem irreversiblen, also nicht umkehrbaren, abschließenden Schritt.
Die Abgrenzung zu klassischen Reaktionen, bei denen auch Katalysatoren und Lösemittelmoleküle Reaktionspartner sind, ist nicht immer eindeutig möglich. Allerdings werden bei MCRs alle Reaktionspartner in das Produkt integriert. Da Synthese und Reinigung von Zwischenprodukten eingespart werden kann, sind MCRs leistungsfähige Werkzeuge der modernen organischen Synthese. Ihre Stärke und Hauptanwendungsgebiet liegt auf dem Gebiet der medizinischen Chemie, um sogenannte Bibliotheken für pharmazeutische Zwecke zu erhalten.
Eine der ersten MCR war die Mannich-Reaktion, eine Dreikomponentenreaktion:
Waren die ersten Mehrkomponentenreaktionen noch Zufallsergebnisse, wird heute einer rationellen oder kombinatorischen Vorgehensweise der Vorzug gegeben. Mittlerweile (September 2005) sind fast 400 MCRs publiziert. Oft werden für Nomenklaturzwecke Abkürzungen verwendet. Dabei wird der erste Buchstabe des Namens des Entdeckers vorangestellt, dann kommt eine Ziffer, die die Zahl der Reaktionspartner angibt, dann folgt „-CR“.
Die bekanntesten MCRs sind:
- Strecker-Synthese (1838)
- Hantzschsche Dihydropyridinsynthese (1882)
- Biginelli-Reaktion (1893)
- Mannich-Reaktion (1912)
- Passerini-Reaktion (1921): P-3CR
- Asinger-Reaktion (1956): A-4CR
- Ugi-Reaktion (1961): U-4CR
- Gewald-Reaktion (1966)

Die Suche nach neuen lichtinduzierten Mehrkomponentenreaktionen ist Gegenstand aktueller Forschung. Damit werden neue Methoden der organischen Synthesechemie aufgezeigt, deren Bedarf an nachhaltigen und atom- sowie energieeffizienten Reaktionen stetig dringlicher wird.